# Полулокально односвязное пространство
Полулокально односвязные пространства образуют класс топологических пространств важный в теории накрытий.
Для таких пространств существует универсальное накрытие и соответствие Галуа между накрытиями пространств и подгруппами фундаментальной группы.
Многообразия, СW комплексы являются полулокально односвязными. Не полулокально односвязные пространства (например Гавайская серьга) считаются патологическими примерами.

## Определение
Топологическое пространство Х называется полулокально односвязным, если каждая точка в Х имеет окрестность U такую, что каждая петля в U может быть стянута к точке в Х.

### Замечания
- Сама окрестность U не обязана быть односвязной — хотя каждый цикл в U стягивается в Х, он не обязан стягиваться в U
  - По этой причине пространство может быть полулокально односвязным не будучи локально односвязным.
- Следующее условие эквивалентно: каждая точка в Х имеет окрестность U, для которой гомоморфизм от фундаментальной группы U в фундаментальной группе Х, индуцированной включением U в Х, тривиален.

## Примеры
- Гавайская серьга — классический пример не полулокально односвязного пространства.

- Конус над гавайской серьгой даёт пример стягиваемого пространства (в частности односвязного и полулокально односвязного), но не локально односвязного.
  - Пространство, склеенное из двух копий такого конуса по одной точке на основании которого кольца серьги касаются друг друга, даёт пример неодносвязного пространства с тривиальным универсальным накрытием. То есть фундаментальная группа пространства нетривиально, но при этом само пространство допускает только тривиальное накрытие.